# شهر باستانی خرگرد
شهر باستانی خرگرد مربوط به دوران‌های تاریخی پس از اسلام است و در شهرستان تربت جام، شرق روستای لنگر واقع شده و این اثر در تاریخ ۲۵ اسفند ۱۳۷۹ با شمارهٔ ثبت ۳۱۰۲ به‌عنوان یکی از آثار ملی ایران به ثبت رسیده است.
خرگرد زادگاه شاعران پارسی‌گو عبدالرحمن جامی  است.

## نام
یاقوت حموی آنرا فرجرد ضبط نموده‌است و می‌نویسد:
کوسوی یا کوسویه نزدیک به رودخانه هرات در شمال خرگرد واقع و بزرگ‌ترین این هر سه شهر بود . و یک سوم شهر پوشنج که مجاور آن بود وسعت داشت . تولد جامی و عبدالرحمن جامی در خرگرد اتفاق افتاده‌ است ‚ و این خرگرد از نواحی ولایت جام است و این قصبه‌ای نیست که در اطراف مقبره شیخ احمد جام ( ژنده پیل ) به نام تربت جام وجود دارد.

## مشاهیر
- عبدالرحمن جامی
- هاتفی خرجردی
- ابوعلی زرتشکی
- پیر علی جامی
- احمد خرگردی
- شاه قاسم انوار

## آثار تاریخی
آرامگاه قاسم انوار : این آرامگاه در ۲۵ کیلومتری شمال غربی تربت جام قرار دارد. 